# Sukababo
Sukababo is een bestuurslaag in het regentschap Karo van de provincie Noord-Sumatra, Indonesië. Sukababo telt 709 inwoners (volkstelling 2010).